# Vissenbjerg
Vissenbjerg er en by på det centrale Fyn med 3.246 indbyggere  (2024) og kendt for sin storkro og sit terrarium. Byen er den højst beliggende by på Fyn. Byen ligger i Assens Kommune og hører til Region Syddanmark. Midt i Vissenbjerg står et 80 m højt radiokædetårn, bygget i 1950'erne sammen med andre lignende tårne i Danmark som kan ses syv km væk og er byens vartegn. Tårnet er ejet af TDC og er i dag mobilmast.
Vissenbjerg var tidligere hovedby i Vissenbjerg Kommune, der blev nedlagt i 2007.
Nordens ældste fund af homo sapiens, Koelbjergmanden dateret til ca. 8300 f.Kr. svarende til tidlig Maglemosekultur, stammer fra Vissenbjerg. Ved siden af terrariet åbnede formidlingscenteret Koelbjergmanden - Istiden, den 27. maj 2023.

## Landskabet ved Vissenbjerg
De store højdeforskelle præger især vejen med bakken syd for Vissenbjerg. Bakken har mere end 50 højdemeter og har sin top midt i byen. Den går under navnet "Vissenbjergbakken" for tilrejsende, mens den af Vissenbjerggensere kaldes "Kirkehellebakken".
I Vissenbjergskoven findes punktet "Udsigten", hvorfra man har udsyn over hele Højfyn.

## Kultur
Vissenbjerg Kirke stammer oprindeligt fra 1150 og var en trækirke i romansk stil, men i 1200 opførtes i stedet en i sten. I 1500 blev den ombygget til sengotik. Det er en af Fyns største landsbykirker og den højest beliggende kirke på Fyn.
Terrariet er en zoologisk have med reptiler, og det er blandt Skandinaviens største. Det er samtidig Danmarks største terrarium.

### Vissenbjergrøverne
Allerede omkring år 1104 er der blevet skrevet og fortalt historier om de frygtindgydende røvere fra Vissenbjerg, der boede i underjordiske gange under skovene omkring Vissenbjerg.
Ifølge sagn rummede Skoven ved Afgrunden hjemstedet for røverbanden "Vissenbjergrøverne," der skabte skræk og rædsel hos rejsende. Derfor kaldes skoven ved Vissenbjerg for Røverskoven. På denne baggrund findes der i Vissenbjerg by en årlig fest kaldet Røverfesten. Festen er i dag en større begivenhed med kendte musikere. Røverfesten forgår altid i uge 31.
H. C. Andersen så første gang sit navn på tryk i 1822, da han fik udgivet en tekst om Røverne i Vissenbjerg.